# ルーサー・リンク
ルーサー・リンク（Luther Link、1933年-2016年6月16日）は、青山学院大学文学部名誉教授。アメリカ合衆国出身。
専門は言語学及びイギリス演劇。ミシガン大学において構造言語学を専攻。ブランディス大学大学院修士、ミシガン大学修士、ソルボンヌ大学などで学位を取得。青山学院大学文学部助教授、教授、2004年定年、名誉教授。

## 悪魔論
著書『悪魔』において、ヨーロッパの悪魔の概念の歴史的な跡づけに関する先行する諸研究を踏まえた試論、および中世からルネサンスの美術に表現された悪魔のイメージの図像学的考察を行っている。サタン (satan) と悪魔 (devil) の語の意味・用法の相違や歴史上の成り立ちについて確認し、ヘブライ語のサタンより発しギリシア語聖書において別々に用いられた diabolos, Satanas, Satan といった名称がやがて交錯・混淆し、聖書のラテン語訳において混同が決定的なものとなった経緯を説明している。ルシファーを悪魔と解釈した教父アウグスティヌスらの論に言及し、アウグスティヌスの動機をマニ教の異端に対抗するためであったことに見いだしている。ほとんどの人は知らないが、5世紀の教父たちがルシファーの失墜についての解釈を最初に決定づけたのだ、とリンクは強調している。
議論が多く一度も公式に定式化されなかったキリストの贖罪の教理について、人間を悪魔から解放するためにキリストが身代金を支払ったのだとする理論が長く支持されていたことに言及し、「これこそ悪魔との最初の契約であろう」と評している。キリスト教において敵とみなされ、悪魔の手下のごとく書物に記された異端者やユダヤ人やイスラム教徒が、絵画表現の中では悪魔として描かれなかったことに着目し、それは、キリスト教的存在としての悪魔は神の下で仕事をする存在であり、それゆえに異端者やユダヤ人ではあり得ない、という暗黙の前提を示すものではないか、と論じ、伝統的な悪魔の観念には神の側の存在であるという含みがあることを結論づけている。そして、悪魔が担うものは教会によって決められたものにすぎず、普遍的な悪の象徴というよりは、キリスト教の教派が定義した悪を表すものだと評している。
結論として、悪魔の観念、悪魔のイメージは、神学の所産であり、美術史における複雑な形成物であり、定まった姿、性格をもたない抽象であり、教会のイデオロギー的道具であり、悪を説明するための便法であり、そのような意味において悪魔は、現実の悪の重さと、悪魔の実在に対するリアルなキリスト教信仰とはうらはらに、軽く、空虚な記号であり、顔貌なき仮面、肉なき衣裳のようなものであると論じている。

## 著書
- 『悪魔』高山宏訳 研究社出版　1995

共著
- 『医療スタッフのための英会話ハンドブック』カート・リンク,村瀬忠共著 研究社 1999